# Siebengebirgsmarathon
Der Siebengebirgsmarathon ist ein Marathon in Aegidienberg, einem Ortsteil von Bad Honnef, der seit 1999 von den Sportfreunde Aegidienberg 1958 e.V. (Abteilung Tri Power Rhein-Sieg) am zweiten Dezembersonntag veranstaltet wird.
Der Start ist am Gangpferdezentrum in Aegidienberg, von dort geht es zum größten Teil auf befestigten Wald- und Wanderwegen durch das Naturschutzgebiet Siebengebirge. Zunächst führt die Strecke nach Norden auf eine Schleife unterhalb des Lohrbergs und eine Schleife um die Löwenburg. Danach geht es über den Himmerich und den Leyberg zum Birkig, dem südlichsten Punkt des Kurses. Ein letzter Anstieg ist am Asberg zu bewältigen, bevor das Ziel im Bürgerhaus am Aegidiusplatz erreicht wird. Die anspruchsvolle Laufstrecke umfasst insgesamt ca. 780 Höhenmeter.
Der Siebengebirgsmarathon gehört zusammen mit dem Malberglauf (6,0 km), dem Löwenburglauf (15,6 km) und dem Hennefer Europalauf (21 km) zur Laufcupwertung 7-Gebirgs-Cup.

## Statistik

### Siegerliste
Hervorhebungen: Streckenrekorde
| Jahr          | Männer                    | Zeit (Std.) | Frauen                 | Zeit (Std.) |
| ------------- | ------------------------- | ----------- | ---------------------- | ----------- |
| 11. Dez. 2022 | Markus Mey                | 2:57:48     | Nele Alder-Baerens     | 3:13:43     |
| 8. Dez. 2019  | Tim Dally                 | 2:53:43     | Marlen Günther -2-     | 3:18:25     |
| 9. Dez. 2018  | Nikki Johnstone           | 2:33:11     | Laureen Picado         | 3:32:25     |
| 10. Dez. 2017 | Moritz auf der Heide -2-  | 2:42:12     | Lara Belke             | 3:39:36     |
| 11. Dez. 2016 | Moritz auf der Heide      | 2:37:41     | Silke Schneider        | 3:24:26     |
| 13. Dez. 2015 | Dennis Klusmann           | 2:43:58     | Martina Görlich        | 3:21:37     |
| Dez. 2014     | Daniel Weiser             | 2:49:31     | Antje Möller           | 3:21:48     |
| Dez. 2013     | Torsten Schneider         | 2:51:26     | Bianca Loge            | 3:23:31     |
| Dez. 2012     | Martin Skalsky            | 2:46:00     | Annette Geiken -2-     | 3:36:48     |
| Dez. 2011     | Sebastian Brinkmann       | 2:41:45     | Annette Geiken         | 3:21:35     |
| Dez. 2010     |                           |             |                        |             |
| 13. Dez. 2009 | Thomas Braukmann          | 2:45:21     | Birgit Lennartz -3-    | 3:22:31     |
| 14. Dez. 2008 | Frank Hardenack -2-       | 2:45:09     | Annette Frings         | 3:28:39     |
| 9. Dez. 2007  | Frank Hardenack           | 2:46:47     | Birgit Lennartz -2-    | 3:25:10     |
| 10. Dez. 2006 | Gregor Althaus            | 2:47:55     | Annette Methner        | 3:18:02     |
| 11. Dez. 2005 | Norbert Müller            | 2:50:29     | Marlen Günther         | 3:19:54     |
| 12. Dez. 2004 | David Symons (GBR)        | 2:39:00     | Marie-Luise Maschmeier | 3:17:59     |
| 14. Dez. 2003 | Christian Schmidt         | 2:43:50     | Natalja Barkun (BLR)   | 3:04:34     |
| 8. Dez. 2002  | Serhij Oksenjuk (UKR)     | 2:35:11     | Thurid Faßbender       | 3:18:20     |
| 2. Dez. 2001  | Stanislaw Lasjuta (UKR)   | 2:35:48     | Rita Ehmann            | 3:06:36     |
| 2. Dez. 2000  | Dmytro Pjatnitschuk (UKR) | 2:36:25     | Ilona Schlegel         | 3:25:50     |
| 4. Dez. 1999  | Olaf Sabatschus           | 2:43:03     | Birgit Lennartz        | 3:13:50     |